# Pseudosclerodomus buskiana
Pseudosclerodomus buskiana är en mossdjursart som beskrevs av Gordon 1988. Pseudosclerodomus buskiana ingår i släktet Pseudosclerodomus och familjen Romancheinidae. Inga underarter finns listade i Catalogue of Life.